# Solo pour une blonde

Solo pour une blonde (titre original : The Girl Hunters) est un film policier britannique réalisé par Roy Rowland, sorti en 1963.
Il s'agit d'une adaptation du roman éponyme de Mickey Spillane

## Synopsis
Le détective privé, Mike Hammer est devenu alcoolique à la suite de la disparition de Velda, sa secrétaire, assistante et maîtresse. Un agent fédéral sur le point de mourir à la suite d'une blessure par balle, confie à la police qu'il ne livrera des informations sur son tueur qu'à Mike Hammer et à personne d'autre. La police « ramasse » Hammer dans la rue et après l'avoir passé à tabac et lui apprend que la balle qui a mortellement blessé le fédéral est la même que celle qui a abattu un sénateur influent l'an passé. On le conduit près du mourant, celui-ci donne le nom de code du tueur "le dragon" et lui indique que des précisions complémentaires sont disponibles dans une enveloppe à son nom à un kiosque à journaux où il a ses habitudes. Hammer comprend alors que la résolution de l'affaire peut l'aider à retrouver Velda puisqu'avant qu'elle ne disparaisse elle était à une réception chez le sénateur le soir où il a été abattu. Hammer aura du mal à remonter la filière d'autant que le marchand de journaux qu'il devait contacter est retrouvé assassiné et que la police voit d'un très mauvais œil Hammer empiéter sur ses prérogatives.

## Fiche technique
- Titre original : The Girl Hunters
- Titre français : Solo pour une blonde
- Réalisation : Roy Rowland
- Scénario : Mickey Spillane d'après son roman éponyme
- Photographie : Kenneth Talbot
- Musique : Philip Green
- Genre : Film policier, film noir
- Pays de production :  Royaume-Uni
- Date de sortie 
  -  France : 25 février 1964
- Couleurs : Noir et blanc
- Durée : 98 minutes

## Distribution
- Mickey Spillane (VF : Jacques Balutin) : Mike Hammer
- Shirley Eaton : Laura
- Lloyd Nolan : Rickerby
- Hy Gardner : lui-même
- Scott Peters (VF : Jacques Deschamps) : Pat Chambers

## À noter
- C'est Mickey Spillane qui joue lui-même le rôle de Mike Hammer, le héros de ce roman et personnage fétiche de son auteur.
- Valda est dans ce film un personnage à la Godot, on ne la voit jamais et on ignorera son sort.
- Hy Gardner journaliste au New York Herald Tribune joue son propre rôle dans ce film.